# Bernhard Wening
Bernhard Wening (* 25. Januar 1886 in Dülmen; † 28. Juli 1974 in Telgte) war ein deutscher Verwaltungsjurist und Politiker.

## Leben und Wirken
Als Sohn der Eheleute Bernhard Wening und Helene Hilgenberg geboren studierte Bernhard Wening nach dem Abitur am Gymnasium Nepomucenum Coesfeld Rechtswissenschaften und legte am 4. November 1909 seine erste juristische Staatsprüfung ab. Am 1. Dezember 1909 wurde er Gerichtsreferendar am Oberlandesgericht Hamm. Vom 1. Oktober 1910 an leistete er seinen Militärdienst als Einjährig-Freiwilliger beim Kaiser Franz Garde Grenadier-Regiment Nr. 2 in Berlin und war von August 1914 an als Leutnant der Reserve im Ersten Weltkrieg eingesetzt. Am 30. September 1916 absolvierte er seine große Staatsprüfung und war danach bis November 1919 Kriegsgerichtsrat bei verschiedenen Kriegsgerichten des VII. Armee-Korps (Deutsches Kaiserreich).
Nach dem Krieg war Wening als Gerichtsassessor bei den Bezirksregierungen Münster und Arnsberg eingesetzt. Am 30. Oktober 1926 wurde er mit der kommissarischen Leitung des Landratsamtes Olpe beauftragt und am 19. Mai 1927 zum Landrat des Kreises Olpe ernannt. Am 6. April 1933 trat er in den einstweiligen Ruhestand. Am 2. August 1933 wurde er kurzzeitig der Regierung Schleswig zugewiesen und war vom 30. August 1933 bis 1945 an bei der Regierung Münster in verschiedenen Funktionen tätig.
Am 3. September 1945 wurde er mit der Verwaltung des Kreises Coesfeld beauftragt. Die britische Militärregierung bestätigte diese Ernennung am 18. Januar 1946. Im April 1946 wurde er Oberkreisdirektor des Kreises Coesfeld und blieb in diesem Amt bis zu seiner Versetzung in den Ruhestand am 30. November 1951.
Wening war von 1909 bis zum 24. Juni 1933 Mitglied des Zentrum.
Aus seiner 1915 mit Helene Lücke geschlossenen Ehe gingen vier Kinder hervor.